# تايلور هانسون
تايلور هانسون (بالإنجليزية: Taylor Hanson) هو موسيقي أمريكي، ولد في 14 مارس 1983 في تلسا في الولايات المتحدة.

## وصلات خارجية
- تايلور هانسون على موقع IMDb (الإنجليزية)
- تايلور هانسون على موقع ميوزك برينز (الإنجليزية)
- تايلور هانسون على موقع إن إن دي بي (الإنجليزية)
- تايلور هانسون على موقع ديسكوغز (الإنجليزية)
- تايلور هانسون على موقع قاعدة بيانات الفيلم (الإنجليزية)
- تايلور هانسون على موقع كينوبويسك (الروسية)